# تخميس

خمس نقاط تشكل شكل كوينكونكس

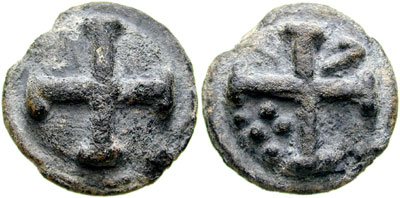
الكوينكونكس:عملة رومانية رومانية قديمة

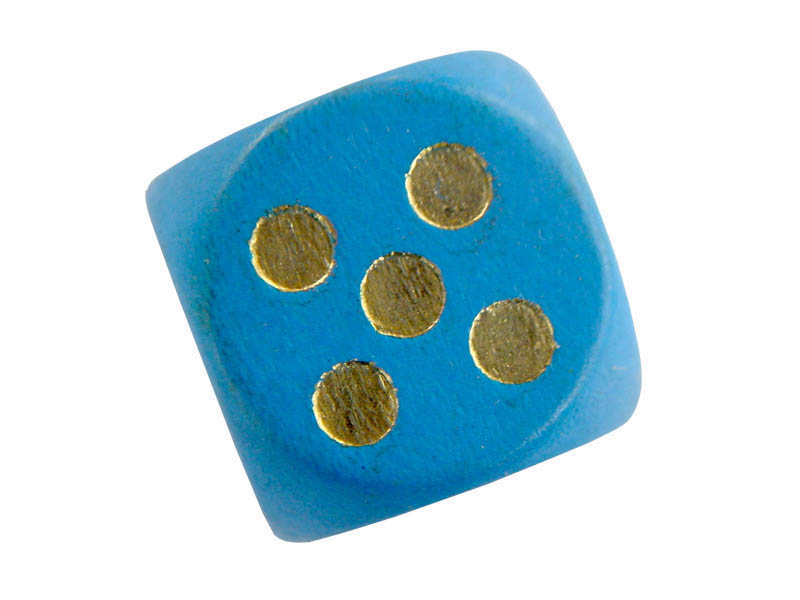
النقاط الخمسة على النردتشكل كوينكونكس.

التخْمِيس أو التخميسة (بالإنجليزية: quincunx)‏ هو ترتيب لخمس وحدات بشكل يشابه ترتيب النقاط الخمسة في النرد، ورق اللعب، أو الدومينو.
كان التخميس في الأساس عملة برونزية رومانية قديمة. 
أما التخميس اليوم فهو ترتيب للنقاط الخمسة بشكل مربع تتوضع أربع نقاط على رؤوس المربع والنقطة الخامسة في مركزه.